# بی‌بی استورس

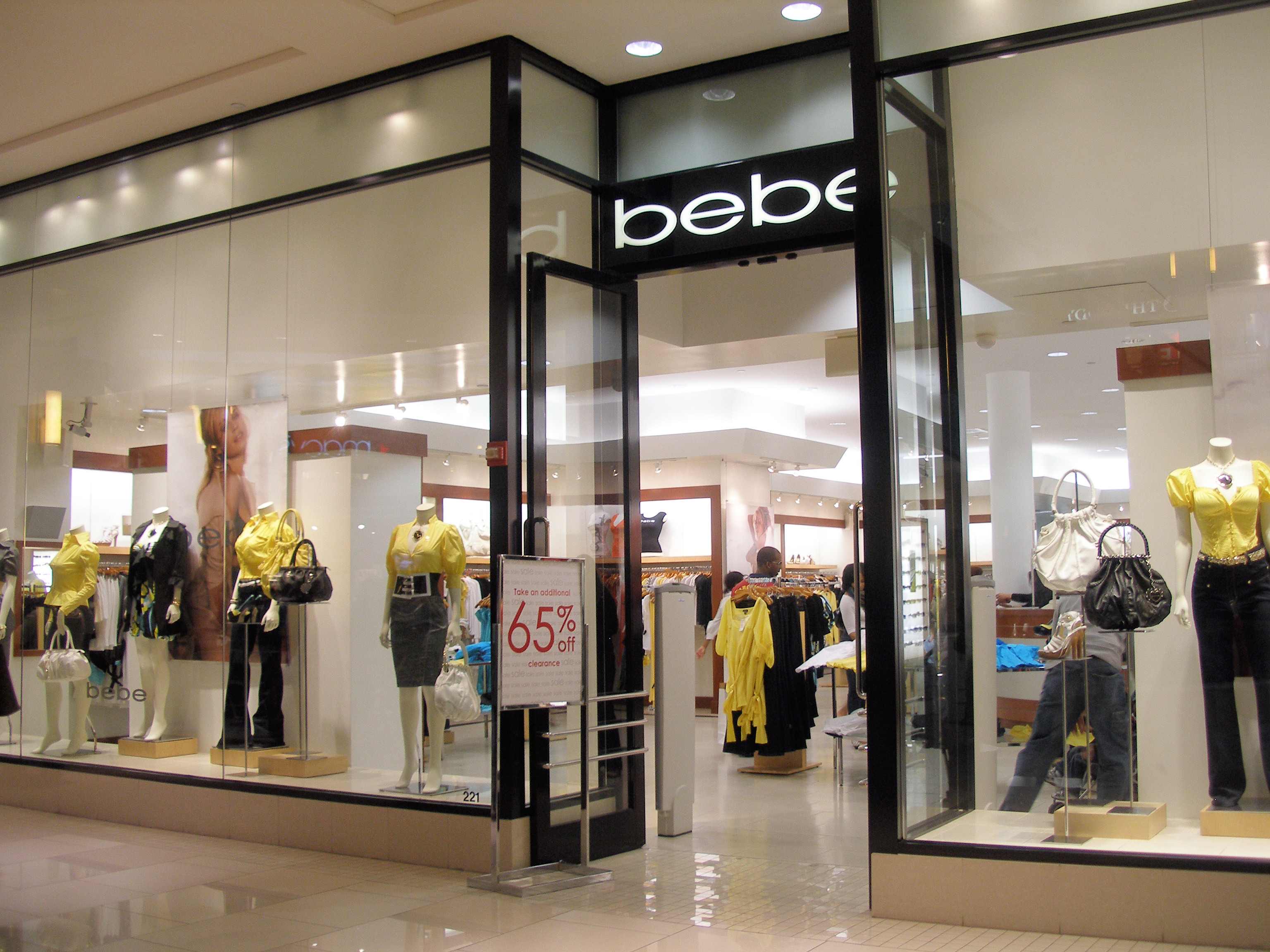
شعبه‌ای از بی‌بی استورس، در اونتورا، فلوریدا

بی‌بی استورس، (به انگلیسی: bebe Stores) شرکت خرده‌فروشی آمریکایی است، که در زمینه تولید و توزیع انواع پوشاک، با تمرکز بر لباس‌های زنانه و اسپورت، فعالیت می‌نماید.
شرکت بی‌بی استورس در سال ۱۹۷۶ توسط یک خیاط مهاجر ایرانی بنام مانی مشعوف در سان فرانسیسکو تأسیس شد و در حال حاضر مالک شبکه‌ای از ۳۱۲ فروشگاه زنجیره‌ای پوشاک در ایالات متحده، کانادا، لبنان، کویت، مصر، اسرائیل، سنگاپور، اندونزی، مالزی، مکزیک، روسیه، عربستان سعودی، تایلند، ترکیه و امارات متحده عربی می‌باشد.
دفتر مرکزی این شرکت در شهر بریسبین، کالیفرنیا، ایالات متحده آمریکا قرار دارد و سهام آن در بازار بورس نزدک معامله می‌شود.